# Cage Warriors
Cage Warriors är en engelsk organisation som anordnar MMA-galor. Den grundades 2001 och anordnade sin första gala i London juli 2002.
Många stora MMA-stjärnor har börjat sina karriärer i Cage Warriors. Bland andra:
Conor McGregor, Michael Bisping, Gegard Mousasi, "Bigfoot" Silva, Dan Hardy, Dennis Siver,  m. fl.
Svenska MMA-utövare som tävlat i Cage Warriors innefattar bland andra: Jack Hermansson, Niklas Bäckström, David Bielkheden och Pannie Kianzad. 
Cage Warriors anordnar galor internationellt, de har hållit evenemang på ett flertal platser i europa, nordamerika och mellanöstern. De sänds globalt via ett antal olika TV-kanaler och UFC Fight Pass. Galorna presenteras av Dan Hardy och Layla Anna-Lee. Kommentatorer är Josh Palmer och Brad Wharton.

## Bakgrund
Cage Warriors grundades av Dougie Truman 2001. Den första galan hölls 27 juli 2002 och kallades "Armageddon". 2010 tog irländaren Graham Boylan över kontrollen av företaget och utökade CW:s marknad så att de även nådde Europas fastland och vidare till Asien. Han anordnade galor i England, Irland, Ryssland, Ukraina, Jordanien, Förenade Arabemiraten och Bahrain.. Boylan sa upp sig som CEO februari 2015, men återkom i juni 2015 med ett uttalande till The MMA Hour att han nu köpt bolaget och skulle ta det till nya höjder.. Numera har CW sändningsavtal med UFC Fight Pass och ett antal kanaler världen runt.

## Sändningsavtal
| Land                               | Kanal                 |
| ---------------------------------- | --------------------- |
| Världen                            | UFC Fight Pass        |
| UK                                 | BT Sport              |
| UK                                 | FreeSports            |
| Skandinavien                       | Viasat                |
| Benelux, Polen, Ukraina, Singapore | Eleven Sports Network |
| Italien                            | Sportube.tv           |
| Thailand                           | PPTV                  |
| Indien                             | DSports               |
| Vietnam                            | K+                    |

## Regler
Cage Warriors har antagit Unified Rules of Mixed Martial Arts.

## Nuvarande mästare
Uppdaterad per 2021-03-20 (Cage Warriors 122)
| Herrar        | Herrar             | Herrar                  | Herrar                              | Herrar             | Herrar       |
| Viktklass     | Maxvikt            | Mästare                 | Regerande mästare sedan             | Tid som mästare    | Titelförsvar |
| ------------- | ------------------ | ----------------------- | ----------------------------------- | ------------------ | ------------ |
| Tungvikt      | 265 lbs / 120,2 kg | Vakant                  |                                     |                    |              |
| Lätt tungvikt | 205 lbs / 93 kg    | Vakant                  |                                     |                    |              |
| Mellanvikt    | 185 lbs / 83,9 kg  | Nathias Frederick (ENG) | 22 november 2019 (CWFC 111)         | 5 år och 171 dagar | 1            |
| Weltervikt    | 170 lbs / 77,1 kg  | Vakant                  |                                     |                    |              |
| Lättvikt      | 155 lbs / 70,3 kg  | Agy Sardari (NLD)       | 12 december 2020 (CWFC 119)         | 4 år och 151 dagar | 1            |
| Fjädervikt    | 145 lbs / 65,8 kg  | Jordan Vucenic (ENG)    | 20 mars 2021 (CWFC 122)             | 4 år och 53 dagar  | 0            |
| Bantamvikt    | 135 lbs / 61,2 kg  | Jack Cartwright (ENG)   | 6 september 2019 (CWFC Unplugged 2) | 5 år och 248 dagar | 3            |
| Flugvikt      | 125 lbs / 56,7 kg  | Jake Hadley (ENG)       | 10 december 2020 (CWFC 117)         | 4 år och 153 dagar | 0            |
| Damer         |                    |                         |                                     |                    |              |
| Viktklass     | Maxvikt            | Mästare                 | Regerande mästare sedan             | Tid som mästare    | Titelförsvar |
| Bantamvikt    | 135 lbs / 61,2 kg  | Vakant                  |                                     |                    |              |
| Flugvikt      | 125 lbs / 56,7 kg  | Vakant                  |                                     |                    |              |